# Sphecosoma curta
Sphecosoma curta är en fjärilsart som beskrevs av Rothschild 1931. Sphecosoma curta ingår i släktet Sphecosoma och familjen björnspinnare. Inga underarter finns listade i Catalogue of Life.